# Dennis Hoey

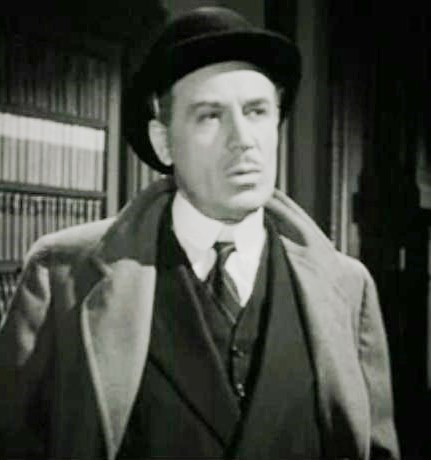
Dennis Hoey como Inspetor Lestrade

Dennis Hoey (nasceu Samuel David Hyams; 30 de março de 1893 – 22 de julho de 1960) foi um ator britânico de cinema e teatro, mais conhecido por interpretar o Inspetor Lestrade em seis filmes da série Sherlock Holmes da Universal.

## Filmografia selecionada
- Tip Toes (1927), Hotelier
- Tell England (1931), Padre
- The Maid of the Mountains (1932), Orsino
- Facing the Music (1933), Capradossi
- The Good Companions (1933), Joe Brundit
- Bomber's Moon (1943), Coronel von Grunow
- Frankenstein Meets the Wolf Man (1943), Inspetor Owen
- Sherlock Holmes Faces Death (1943), Inspetor Lestrade
- The Spider Woman (1944), Inspetor Lestrade
- A Thousand and One Nights, Sultão Kamar Al-Kir e Príncipe Hadji
- The Foxes of Harrow, Mestre de Harrow
- Joan of Arc (1948), Sir William Glasdale
- The Secret Garden (1949), Sr. Pitcher